# Roquetas de Mar
Roquetas de Mar község Spanyolországban, Almería tartományban. Lakosainak száma 109 204 fő (2024).

## Földrajza
Roquetas de Mar El Ejido, La Mojonera, Vícar és Enix községekkel határos.

## Népesség
A település lakosságának változását az alábbi diagram mutatja:
| Lakosok száma | 47 570 | 58 519 | 71 740 | 82 665 | 89 851 | 91 682 | 91 965 | 96 800 | 98 725 | 109 204 |
|               | 2001   | 2004   | 2006   | 2009   | 2011   | 2014   | 2016   | 2019   | 2021   | 2024    |